# Viale Flamingo
Viale Flamingo (Flamingo Road) è un film del 1949 diretto da Michael Curtiz.

## Trama
Nella cittadina americana di Boldon, tutte le persone ricche e importanti risiedono lungo viale Flamingo.
L'arrivo di un luna park itinerante, in cui si esibiscono delle seducenti giovani, crea scandalo e viene fatto sgomberare. Ma Lane, una ballerina stanca di quella vita, decide di rimanere a Boldon. Il vicesceriffo Carlisle la aiuta a trovare lavoro come cameriera e si innamora di lei. Ma il suo superiore, lo sceriffo Semple, che ha affari in politica, desidera farlo sposare con una ragazza di ottima famiglia e trasformarlo in senatore, perciò fa licenziare Lane e le rende difficile trovare un altro lavoro a Boldon. Ma lei rifiuta di andarsene, prendendo anzi a schiaffi lo sceriffo. Questi allora la fa arrestare e rinchiudere in prigione come sospetta prostituta. Intanto Carlisle, l'ex vicesceriffo, si sposa e diventa senatore.
Lane, tornata in libertà, trova un nuovo impiego e fa innamorare di sé Dan Reynolds, rivale in politica di Semple, sposandosi con lui e diventando una signora ricca e rispettata. Carlisle si dà all'alcol, pentito di essersi lasciato scappare Lane, mentre Semple inizia a tramare contro Reynolds. Lane stufa delle persecuzioni dello sceriffo Sample verso di lei e il marito (viene accusato di avere assunto dipendenti illegalmente), lo affronta nel suo ufficio impugnando un pistola. Sample tenta di togliere l’arma a Lane e ne nasce una colluttazione in cui lo sceriffo rimane ucciso. Lane va a finire in prigione ma viene discolpata sia dall’amico giornalista che dal marito, che la fa scarcerare.

## Critica
Il Morandini commenta: «Drammone americano tutto da godere: la vicenda è ben congegnata e si srotola senza intoppi sotto la mano sicura di Curtiz. Crawford a pieno regime».